# Ꞻ
Ne doit pas être confondu avec A̓ ou ẚ.
Cette page contient des caractères spéciaux ou non latins. S’ils s’affichent mal (▯, ?, etc.), consultez la page d’aide Unicode.
Ꞻ (minuscule : ꞻ), appelée A glottal, ou A esprit doux, est un graphème de l’alphabet latin utilisé dans la translitération de l’alphabet ougaritique. Il s’agit de la lettre A diacritée d’un esprit doux.

## Représentations informatiques
Le A glottal peut être représenté avec les caractères Unicode (latin étendu B) suivants :
| formes    | représentations | chaînes de caractères | points de code | descriptions                      |
| --------- | --------------- | --------------------- | -------------- | --------------------------------- |
| majuscule | Ꞻ               | Ꞻ                     | U+A7BA         | lettre majuscule latine a glottal |
| minuscule | ꞻ               | ꞻ                     | U+A7BB         | lettre minuscule latine a glottal |

Avant l’ajout des caractères U+A7BA..A72F (Ꞻ, ꞻ, Ꞽ, ꞽ, Ꞿ, ꞿ) dans Unicode 12.0, on utilisaient des combinaisons de caractères de base a, i, u avec des caractères de diacritique, comme U+0313 COMBINING COMMA ABOVE, U+0357 COMBINING RIGHT HALF RING ABOVE ou U+0486 COMBINING CYRILLIC PSILI PNEUMATA. L’utilisation des caractères U+A7BA..A72F est recommandée pour une meilleure représentation et un meilleur rendu typographique. 
| formes    | représentations | chaînes de caractères | points de code | descriptions                                                     |
| --------- | --------------- | --------------------- | -------------- | ---------------------------------------------------------------- |
| majuscule | A̓               | A◌̓                    | U+0041 U+0313  | lettre majuscule latine a, diacritique virgule en chef           |
| minuscule | a̓               | a◌̓                    | U+0041 U+0313  | lettre minuscule latine a, diacritique virgule en chef           |
| majuscule | A͗               | A◌͗                    | U+0041 U+0313  | lettre majuscule latine a, diacritique demi-rond droit en chef   |
| minuscule | a͗               | a◌͗                    | U+0041 U+0313  | lettre minuscule latine a, diacritique demi-rond droit en chef   |
| majuscule | A҆               | A◌҆                    | U+0041 U+0486  | lettre majuscule latine a, diacritique cyrillique psili pneumata |
| minuscule | a҆               | a◌҆                    | U+0041 U+0486  | lettre minuscule latine a, diacritique cyrillique psili pneumata |